# Kippertaler
Als Kippertaler werden die von 1620 bis 1623 geprägten unterwertigen Münzen der Kipper- und Wipperinflation bezeichnet, auf denen ein Vielfaches in Groschen oder Kreuzer als Wertbezeichnung aufgeprägt ist.

## Erläuterung
Kippermünzen sind Interims- oder Usualmünzen, also Münzen mit vorübergehender Gültigkeit. Die minderwertig ausgebrachten sogenannten Kippertaler entsprachen nicht der Augsburger Reichsmünzordnung von 1559. Die Münzherren ließen das gute Geld einschmelzen und verfälschtes, geringhaltiges Geld prägen. Da auf den Kippertalern der Wert in Groschen oder Kreuzer angegeben ist, konnten sie nicht beanstandet werden, denn sie waren somit keine Taler oder deren Teilstücke, die der Reichsmünzordnung zu entsprechen hatten, sondern Groschen- oder Kreuzerstücke, also Landmünzen, die nur im eigenen Land Gültigkeit besaßen und nicht unter dem Reichsgesetz standen.
Über den wirklichen Wert und den tatsächlichen Feingehalt der talerartigen Gepräge, zum Beispiel der kursächsischen Kippertaler zu 20, 30, 40 und 60 Groschen, sind keine Aktenaufzeichnungen mehr vorhanden, die darüber berichten können.
Kippertaler ließen der römisch-deutsche Kaiser, der Kurfürst von Sachsen, der Herzog von Bayern, der Erzbischof von Salzburg sowie andere Reichsstände prägen.
Die riesige Masse der Kippermünzen, die in der Zeit der Geldverfälschung, der Kipper- und Wipperzeit geprägt wurde, bestand jedoch aus kleineren Münzen.

### Kippertaler zu 60 Groschen

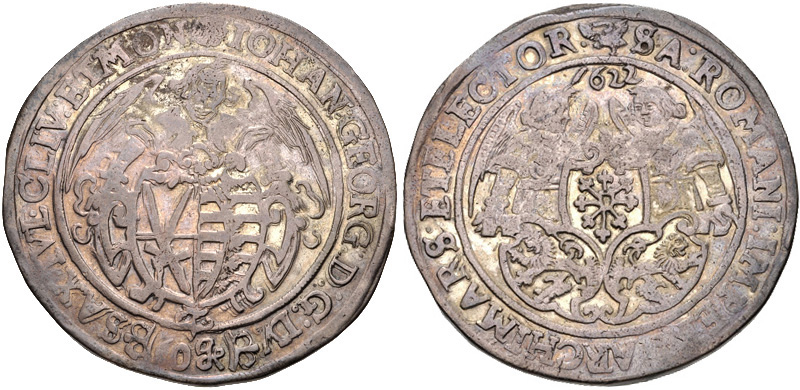
Dresdner Kippertaler zu 60 Groschen von 1622, Mmz. auffliegender Schwan

Als Beispiel für die Prägung sogenannter Kippertaler ist das abgebildete 60-Groschen-Stück Johann Georgs I. (1611–1656), Kurfürst von Sachsen, näher beschrieben.
Das 60-Groschen-Stück (Kippertaler zu 60 Groschen) von 1622, auch Engeltaler genannt, besteht aus einer geringhaltigen Silberlegierung, Durchmesser 42 mm, Gewicht 23,01 g und stammt aus der Dresdner Münze. Auf der Vorderseite ist ein Engel zu sehen, der den zweifeldigen Kurschild hält, darunter die Wertangabe (60 Groschen). Die Rückseite zeigt zwei Engel, welche die Schilde Cleve, Jülich und Berg halten, darüber die Jahreszahl 1622 und das Münzmeisterzeichen „auffliegender Schwan“ des Münzmeisters Heinrich von Rehnen.
Die Gepräge versuchte man beliebt zu machen, in dem man das Münzbild der seinerzeit besonders hoch angesehenen Schreckenberger oder Engelsgroschen aufprägte.
- Umschrift: IOHAN(nes): GEORG(ius): D(ei): G(ratia): DV(x). [Wertangabe 60 Groschen] SAX(oniae). IVL(iaci). CLIV(iae): ET MONT(ium). // SA(cri): ROMANI. IMPERI(i). ARCHIMARS(challus). ET. ELECTOR
  - Übersetzung: Johann Georg von Gottes Gnaden Herzog von Sachsen, Jülich, Cleve und Berg, des Heiligen Römischen Reiches Erzmarschall und Kurfürst.

### Kippertaler zu 150 Kreuzer

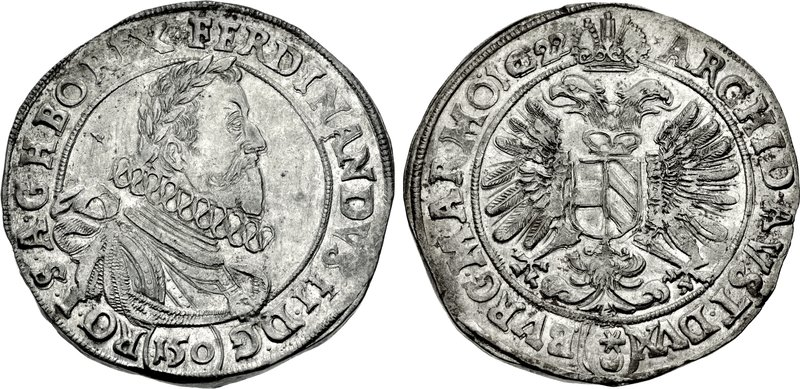
Prager Kippertaler zu 150 Kreuzer von 1622, Mmz. sechsstrahliger Stern über Halbmond

Ein weiteres Beispiel für die Prägung der Kippertaler ist das abgebildete 150-Kreuzer-Stück Ferdinands II. (1619–1637) aus der Münzstätte Prag. Der Münzmeister dieser Stücke war Benedikt Huebmer (Münzmeisterzeichen sechsstrahliger Stern über Halbmond).
Das 150-Kreuzer-Stück (Kippertaler zu 150 Kreuzer) von 1622 besteht aus einer geringhaltigen Silberlegierung, Durchmesser 43 mm, Gewicht 25,05 g. Die Vorderseite zeigt das geharnischte und bekränzte Brustbild Ferdinands II., darunter die Wertangabe (150). Die Rückseite trägt den bekrönten Doppeladler mit dem ebenfalls bekrönten österreichisch-burgundischen Wappenschild auf der Brust.
- Umschrift: FERDINANDVS II. D(ei). G(ratia). RO(manorum). I(mperator). S(emper). A(ugustus). G(ermaniae). H(ungariae). BO(hemiae). REX // ARCHID(ux). AUST(riae). DVX. BVRG(undiae). MAR(chio). MO(raviae)
  - Übersetzung: Ferdinand II. von Gottes Gnaden allzeit erhabener römischer Kaiser, deutscher König, König von Ungarn und Böhmen, Erzherzog von Österreich, Herzog von Burgund, Markgraf von Mähren.